# 煙が目にしみる (テレビドラマ)
『煙が目にしみる』（けむりがめにしみる）は、日本放送協会（NHK）が1981年6月29日から7月24日に『銀河テレビ小説』で放送したテレビドラマ。全20回。

## 内容
新進棋士奨励会に属したまま30歳になってしまった見習い棋士の根本信吾三段と、フラメンコのフロアダンサー宮坂千草との恋の行方を描いた物語。弟弟子に先にプロ棋士になられた上、恋人と破局した根本は、対局で連敗を続けあてのない旅に出るが…
主人公・根本信吾は棋士の鈴木英春をモデルにしたといわれている。
このドラマは日本将棋連盟所属棋士が数名、カメオ出演している。またオープニングに映る詰め将棋の指し手は棋士：青野照市である。

## 出演者
- 根本信吾 - 川谷拓三
- 宮坂千草 - 根岸季衣
- 宮坂ルリ - 須釜直美
- 内堀香子 - 田坂都
- 垣見 - 誠直也
- 内堀勇 - 松村達雄
- 内堀春子 - 賀原夏子
- 内堀竜一 - 宮脇康之
- 根本ふみ - 菅井きん
- 千草の父 - 小松方正
- 日暮プロダクションマネージャー - 佐藤B作
- 花丸 - 大泉滉
- 夏子 - 太田淑子
- 宮坂透 - 小林稔侍
- 小柳三段 - 山口良一
- 鶴岡三段 - 大橋吾郎
- 古賀一級 - 長谷川諭
- 稲葉 - 森本レオ
- 藤本 - 西村淳二
- 詰め将棋の男 - 松崎真
- ストリップの客 - 松田章

## カメオ出演
- 大内延介（第三話：主人公の師匠の娘と、垣見五段（主人公の弟弟子）との結婚式の仲人役として夫婦で出演）
- 大内正恵（大内延介夫人）
- 花村元司（第五話：公式戦対局者として花村、石田が対局する）
- 石田和雄
- 大山康晴（十五世名人）（第十一話：将棋会館の玄関前で主人公とすれ違う）
- 青野照市（第十二話：内堀八段の対局相手として）

## スタッフ
- 脚本 - ジェームス三木
- 演出 - 椿恭造
- 音楽 - 菅野光亮